# 計算幾何学の書籍一覧
計算幾何学の書籍一覧（けいさんきかがくのしょせきいちらん）では、計算幾何学に関する書籍 (和文・英文) の一覧を掲載している。

## 和書
- 伊理正夫 監修、腰塚武志 編『計算幾何学と地理情報処理』（第二版）共立出版、1986年9月10日。ISBN 4-32002636-5。
- 浅野哲夫『計算幾何学』朝倉書店、1990年9月10日。ISBN 4-25411053-7。
- R.セジウィック 著、野下浩平, 星守, 佐藤創, 田口東 共 訳『アルゴリズム 第2巻 探索・文字列・計算幾何』近代科学社、1992年2月1日。ISBN 4-76490189-7。
- F.P.プレパラータ、M.I.シェーモス 著、浅野孝夫, 浅野哲夫 訳『計算幾何学入門』総研出版、1992年7月1日。ISBN 4-79526321-3。
- 徳山豪 著、藤重悟 編『「離散構造とアルゴリズムI」計算幾何学と組み合わせ論』近代科学社、1992年7月15日。
- 杉原厚吉『計算幾何工学』培風館〈アドバンストエレクトロニクスシリーズ〉、1994年5月20日。ISBN 4-56303642-0。
- 今井浩、今井桂子『計算幾何学』共立出版〈情報数学講座, 12〉、1994年10月25日。ISBN 4-32002662-4。
- David Avis、今井浩、松永信介『計算幾何学・離散幾何学』朝倉書店〈入門有限・離散の数学, 4〉、1994年9月10日。ISBN 4-25411422-2。
- 杉原厚吉『グラフィックスの数理』共立出版〈情報数学講座, 13〉、1995年1月12日。ISBN 4-320-02663-2。
- Hervert Edelsbrunner 著、今井浩, 今井桂子 訳『組合せ幾何学のアルゴリズム』共立出版、1995年2月25日。ISBN 4-320-02724-8。
- 穂坂衛 (1996)：「CAD/CAMにおける曲線曲面のモデリング」、東京電機大学出版局、ISBN 4-501-52250-X.
- 杉原厚吉『FORTRAN 計算幾何プログラミング』岩波書店〈岩波コンピュータサイエンス〉、1998年3月20日。ISBN 4-00-007708-2。
- 『数理科学 1999/7 特集 計算幾何の拡がり』サイエンス社、1999年7月1日。
- Ｍ．ドバーグ、M. ファン.クリベルト、M.オーバマーズ〔ほか〕共著 著、浅野哲夫 訳『コンピュータ・ジオメトリ　計算幾何学：アルゴリズムと応用』近代科学社 ISBN 4-7649-0277-X、2010年2月（原著1997年）。
- Gerald E. Farin (2001)：「NURBS：射影幾何学から実務まで 第2版」、共立出版、ISBN 4-320-01679-3.
- 浅野哲夫『計算幾何: 理論の基礎から実装まで』共立出版、2007年。ISBN 978-4-320-12176-8。
- 杉原厚吉『計算幾何学』朝倉書店〈数理工学ライブラリー, 1〉、2013年6月12日。ISBN 978-4-25411681-6。
- 譚学厚、平田富夫：「計算幾何学入門: 幾何アルゴリズムとその応用」、森北出版、ISBN 978-4-62784361-5 (2001年10月25日).

## 英文

### Springerが出版している書籍
- Franco P. Preparata and Michael Ian Shamos (1985). Computational Geometry - An Introduction. Springer-Verlag.
- Herbert Edelsbrunner (1987). Algorithms in Combinatorial Geometry. Springer-Verlag. ISBN 0-89791-517-8.
- Mark de Berg, Otfried Cheong, Marc van Kreveld, and Mark Overmars (2008). Computational Geometry (3rd revised ed.). Springer-Verlag. ISBN 3-540-77973-6.
- Kurt Mehlhorn (1984). Data Structures and Efficient Algorithms 3: Multi-dimensional Searching and Computational Geometry. Springer-Verlag.
- Jean-Daniel Boissonnat; Monique Teillaud (2006). Effective Computational Geometry for Curves and Surfaces (Mathematics and Visualization Series ed.). Springer Verlag. ISBN 3-540-33258-8.

### ケンブリッジ大学出版から出されている書籍
- Jean-Daniel Boissonnat, Mariette Yvinec (1998). Algorithmic Geometry. Cambridge University Press. ISBN 0-521-56529-4.
- Joseph O'Rourke (1998). Computational Geometry in C (2nd ed.). Cambridge University Press. ISBN 0-521-64976-5.
- Kurt Mehlhorn and Stefan Naeher (1999). LEDA, A Platform for Combinatorial and Geometric Computing. Cambridge University Press. ISBN 0-521-56329-1.
- Ghosh, Subir Kumar (2007). Visibility Algorithms in the Plane. Cambridge University Press. ISBN 0-521-87574-9.
- Erik D. Demaine; Joseph O'Rourke (2007). Geometric Folding Algorithms: Linkages, Origami, Polyhedra. Cambridge University Press. ISBN 978-0-521-85757-4.